# Белло, Ян
Ян Белло́ (фр. Ian Belleau) — канадский кёрлингист.
В составе смешанной сборной Канады чемпион мира (2022). Чемпион Канады среди смешанных команд.
В «классическом» кёрлинге (команда из четырёх человек одного пола) в основном играл на позиции четвёртого. Скип своей команды.

## Достижения
- Чемпионат мира по кёрлингу среди смешанных команд: золото (2022).
- Чемпионат Канады по кёрлингу среди смешанных команд: золото (2021).

## Команды
| Сезон                                          | Четвёртый        | Третий           | Второй         | Первый           | Запасной            | Турниры             |
| ---------------------------------------------- | ---------------- | ---------------- | -------------- | ---------------- | ------------------- | ------------------- |
| 1996—97                                        | Жан-Мишель Менар | Nicolas Menard   | Ян Белло       | Simon Collin     |                     | ЧКЮ 1996 (11 место) |
| 2007—08                                        | Ян Белло         | Pierre Lajoie    | Mathieu Gagnon | Pascal Chouinard |                     |                     |
| 2008—09                                        | Ян Белло         | Pierre Lajoie    | Mathieu Gagnon | Pascal Chouinard |                     |                     |
| Кёрлинг среди смешанных команд (mixed curling) |                  |                  |                |                  |                     |                     |
| 2021—22                                        | Жан-Мишель Менар | Мари-Франс Ларуш | Ян Белло       | Энни Лимэй       |                     | ЧКСК 2021           |
| 2022—23                                        | Жан-Мишель Менар | Мари-Франс Ларуш | Ян Белло       | Энни Лимэй       | тренер:Эрик Сильвен | ЧМСК 2022           |

(скипы выделены полужирным шрифтом)